# Crelan-Euphony

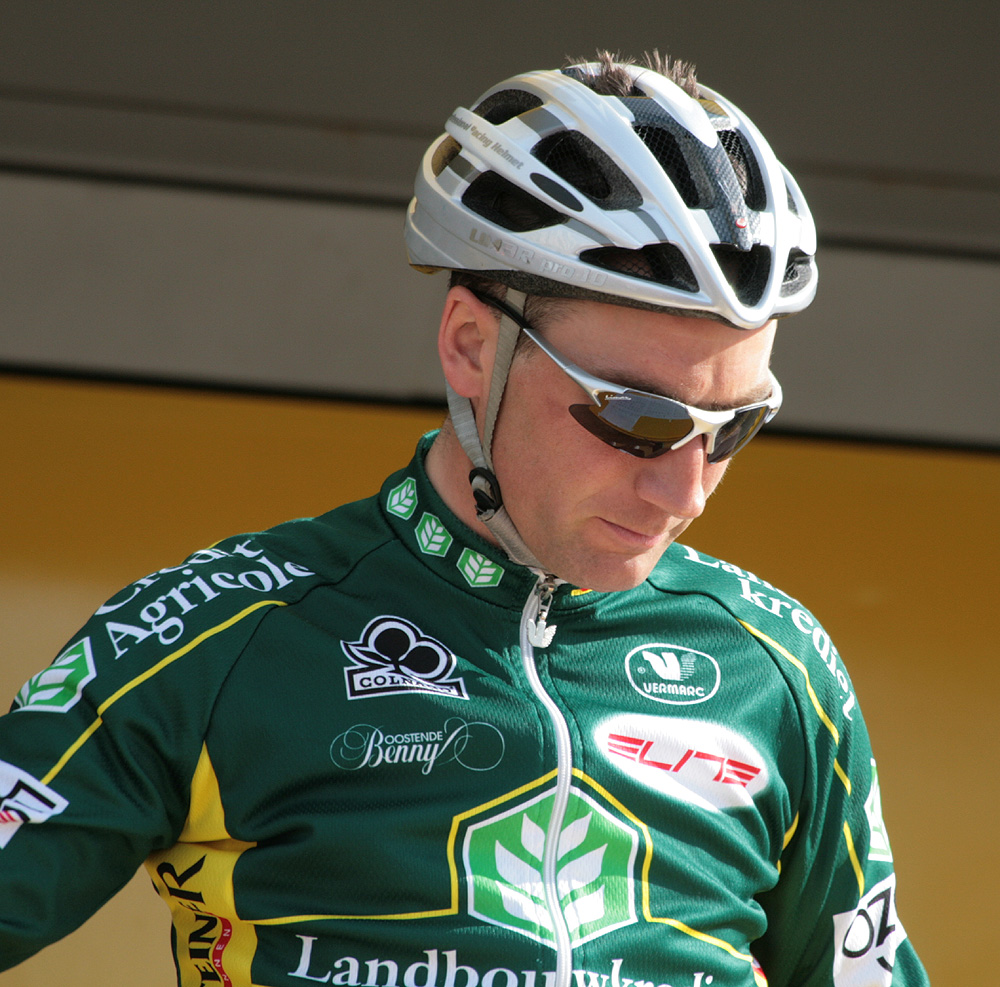
Bert de Waele a la Lieja-Bastogne-Lieja 2008.

El Crelan-Euphony (codi UCI: CRE) va ser un equip ciclista belga de categoria Professional Continental participant fonamentalment en els circuits continentals de ciclisme, en especial l'UCI Europa Tour. Al mateix temps pot ser convidat a participar en les curses de l'UCI World Tour.

## Història
L'equip es fundà el 1995 amb el nom de Tönissteiner-Saxon, succeint l'equip suís Saxon-Selle Italia, dirigit ja per Gérard Bulens, mànager de l'equip des de la seva creació. El 2001 l'equip agafa el nom del seu principal patrocinador, el banc belga Landbouwkrediet o Crédit agricole, en francès. Per tal d'evitar confusió amb l'equip Crédit Agricole el nom oficial de l'equip fou Landbouwkrediet.
Després d'haver format part dels Grups Esportius 2 (segona divisió dels equips ciclistes a nivell internacional) de 1999 a 2002, dels Grups Esportius 1 de 2003 a 2004, des de la creació del sistema UCI ProTour el 2005, passà a categoria d'equip professional continental.
El 2013 Landbouwkrediet va deixar de ser el patrocinador principal de l'equip, i va passar a anomenar-se Crelan-Euphony. A final de temporada l'equip va desaparèixer

## Principals victòries

### Grans voltes
- Giro d'Itàlia
  - 3 participacions (2002, 2003, 2004)
    - 1 classificació sencudària: Millor jove: Iaroslav Popòvitx (2003)

### Campionats nacionals
- Campionat de Bèlgica en ruta: 2004 (Tom Steels)
- Campionat de Lituània en ruta: 2004 (Tomas Vaitkus)
- Campionat de Lituània en contrarellotge: 2004 (Tomas Vaitkus)
- Campionat de Nova Zelanda en ruta: 2001 (Gordon McCauley)
- Campionat de l'Uzbekistan en ruta: 2004, 2005 (Serguei Lagutin)
- Campionat de l'Uzbekistan en contrarellotge: 2005 (Serguei Lagutin)

## Classificacions UCI
Fins al 1998 els equips ciclistes es trobaven classificats dins l'UCI en una única categoria. El 1999 la classificació UCI per equips es dividí entre GSI, GSII i GSIII. D'acord amb aquesta classificació els Grups Esportius II són la segona divisió dels equips ciclistes professionals.
| Temporada | Classificació per equips | Millor ciclista en la classificació individual |
| --------- | ------------------------ | ---------------------------------------------- |
| 1995      | 62è                      | Marc Streel (711è)                             |
| 1996      | 46è                      | Marc Streel (136è)                             |
| 1997      | 40è                      | Ludo Dierckxsens (116è)                        |
| 1998      | 56è                      | Hans De Meester (286è)                         |
| 1999      | 20è (GSII)               | Michel Vanhaecke (109è)                        |
| 2000      | 25è (GSII)               | Michel Vanhaecke (128è)                        |
| 2001      | 29è (GSII)               | Michel Vanhaecke (248è)                        |
| 2002      | 4t (GSII)                | Iaroslav Popòvitx (74è)                        |
| 2003      | 28è                      | Iaroslav Popòvitx (39è)                        |
| 2004      | 22è                      | Iaroslav Popòvitx (65è)                        |

L'equip participa en les proves dels circuits continentals, en particular de l'UCI Europa Tour.
UCI Àsia Tour
| Temporada | Classificació per equips | Millor ciclista en la classificació individual |
| --------- | ------------------------ | ---------------------------------------------- |
| 2005      | 13è                      | Serguei Lagutin (10è)                          |
| 2006      | 31è                      | Gregory Habeaux (148è)                         |
| 2011      | 51è                      | Baptiste Planckaert (256è)                     |
| 2012      | 42è                      | Kevin Claeys (113è)                            |
| 2013      | 25è                      | Joeri Stallaert (52è)                          |

UCI Europa Tour
| Temporada | Classificació per equips | Millor ciclista en la classificació individual |
| --------- | ------------------------ | ---------------------------------------------- |
| 2005      | 9è                       | Nico Sijmens (10è)                             |
| 2006      | 15è                      | Bert De Waele (13è)                            |
| 2007      | 11è                      | Andy Cappelle (16è)                            |
| 2008      | 23è                      | Bert De Waele (32è)                            |
| 2009      | 25è                      | Bert De Waele (36è)                            |
| 2010      | 19è                      | Frédéric Amorison (122è)                       |
| 2011      | 7è                       | Aidis Kruopis (10è)                            |
| 2012      | 19è                      | Davy Commeyne (87è)                            |
| 2013      | 20è                      | Sébastien Delfosse (47è)                       |

El 2009 la classificació del ProTour és substituïda pel Calendari mundial UCI que integra equips ProTour i equips continentals professionals
| Temporada | Classificació per equips | Millor ciclista en la classificació individual |
| --------- | ------------------------ | ---------------------------------------------- |
| 2009      | 32è                      | Bert De Waele (201è)                           |
| 2010      | 30è                      | Bert De Waele (98è)                            |